# Llyn Bochlwyd
Llyn Bochlwyd är en sjö i Storbritannien.   Den ligger i kommunen Conwy och riksdelen Wales, i den södra delen av landet, 300 km nordväst om huvudstaden London. Llyn Bochlwyd ligger 553 meter över havet. Trakten runt Llyn Bochlwyd består i huvudsak av gräsmarker.